# Matt White
Matthew Preston White, detto Matt (New York, 15 agosto 1957 – Nether Providence, 11 febbraio 2013), è stato un cestista statunitense con cittadinanza spagnola, professionista in Spagna negli anni ottanta e novanta.
È stato ucciso a coltellate nel sonno dalla propria moglie nel 2013 all'età di 55 anni, perché, in accordo con la confessione di lei, lo aveva sorpreso a guardare pornografia.

## Carriera
È stato selezionato dai Portland Trail Blazers al quinto giro del Draft NBA 1979 (100ª scelta assoluta).